# Szolga Bálint
Szolga Bálint (2003. február 12., Mór –) A Kontroll újságírója, a Milenna.hu főszerkesztő-helyettese, egykori diákaktivista.

## Tanulmányai
A Bakonycsernyei Általános Iskola és AMI-ban végezte alapfokú tanulmányait, majd a móri Táncsics Mihály Gimnáziumban tanult tovább.
2021 őszén ösztöndíjasként részt vett a Válasz Online újságíróképzésén, melyet aztán sikeresen elvégzett.
2023-ban az Eötvös Lóránd Tudományegyetem Állam és Jogtudományi karának Politikatudományok szakán folytatta tanulmányait.
2024 nyarán az Egyesült Államok nagykövetsége, külügyminisztériuma és a Fulbright által közösen szervezett Study of the US Institutes program ösztöndíjasaként egy hónapon keresztül az Arizona State Universityn újságírást tanult.

## Közéleti tevékenysége
Közéleti pályafutását 14 évesen kezdte meg, amikor csatlakozott a Független Diákparlament civil szervezethez. Itt az alternatív oktatás bizottságában dolgozott, a 2017-18-as tanév képviselői között.  A szakmai bizottságban a pénzügyi oktatással foglalkozott, amellyel kapcsolatban a szervezet javaslatcsomagában Archiválva 2021. május 3-i dátummal a Wayback Machine-ben végül megjelentek gondolatai.
Képviselőtársai tanácsára kezdett el blogolni. Bloggerként 15 évesen vált ismertté, amikor Blogadó névre hallgató weboldala 2018 nyarán több mint 38 cikket juttatott az Index.hu blogketrecébe. Írásaiban igyekezett betekintést mutatni egy tinédzser látásmódjába a politikával kapcsolatban. Első publicisztikája 2019-ben jelent meg a Népszava hasábjain, amelyben Nagy Blanka mellett foglalt állást. Azóta több mint 7 írás jelent meg tőle különböző, oktatással kapcsolatos témákban.
2019. november 30-án felszólalt a Pedagógusok Szakszervezete és a Pedagógusok Demokratikus Szakszervezete által közösen szervezett tüntetésen. Beszédében rávilágított a közoktatás elmaradottságára, emellett pedig a kormány tétlenségére; kiemelte, hogy még külön oktatásügyi minisztériumot sem állított fel a Fidesz–KDNP-kormányzat.

## Újságírói pályafutása
2020 februárjában pár írás elejéig együttműködött a Hírklikkel, majd szintén ebben a hónapban megalapította a Millenna névre hallgató portált, amely egy fiataloknak szóló, fiatalok által készített újság; tette ezt Békés Gáspárral, Gömbös Patrikkal és Dián Ákossal. Az oldal létrehozásának indoka az Index döntése volt, miszerint többé nem adnak ki közéleti tartalmakat a blogketrec főoldalán, ezzel elvágva az összes bloggert az elérésük nagy részétől.
2022 januárjától kezdve a Jelen hetilap külsős munkatársa lett. Az újságnál leginkább oktatáspolitikáról írt, ugyanakkor a témái között megtalálható volt az orosz-ukrán háború és az ezzel járó energiaválság, a 2022-es orsszággyűlési választások, a fiatalok útkeresése a választások után és a 2022 őszén kezdődő tanár és diákdemonstrációk. Állást foglalt Pankotai Lili mellett, akit a jobboldali médiumok a 2022.október 23.-ai tanár és diáktüntetésen elmondott slam poetryje miatt támadtak. A lapnál eltöltött egy éve alatt összesen 22 cikke jelent meg.
2023 januárjától a Népszava Visszhang mellékletének lett külsős szerzője. A meghatározó témája itt is az oktatáspolitika maradt, első cikkében interjút készített az Egységes Diákfront egyik elnökségi tagjával, Tóth-Göde Gergővel. Az év folyamán az oktatáson túlmutatva közélettel, urbanisztikával is foglalkozó anyagokat is jelentetett meg, többek között az egymillió feliratkozóval rendelkező magyar YouTubert, Adam Somethingot is meginterjúvolta. 
Az érettségi után a Borsod24 hírportálnál dolgozott, innen került a Frisshírekhez. A következő egy évben újságíróként és riporterként is feltűnt a portál életében, többek között a százezres nagydemonstrációja után Magyar Pétert is meginterjúvolta. Az itt történt leépítések után pedig a Kontrollhoz igazolt, ahol jelenleg is tevékenykedik. Itt leginkább bel - és külpolitikai politikai elemzésekkel jelentkezik. 